# Rafaela de Vera Mujica y López Pintado
Rafaela de Vera Mujica y López Pintado, född 1753, död 1816, var Argentinas vicedrottning som gift med vicekungen Joaquín del Pino. Hon är den enda vicedrottningen i Argentinas historia. 
Hon var dotter till Juana López Pintado och general Francisco Antonio de Vera y Mujica, och gifte sig 1783 med Joaquín del Pino, som då var guvernör. Hennes make blev 1801 utnämnd till vicekung i Argentina. Hon beskrivs som vacker, begåvad och barmhärtig och var populär bland slavar och fattiga på grund av sin välgörenhet. Hennes formella intåg i Buenos Aires som vicedrottning 1801 omtalades som ett praktfullt tillfälle. Under makens ämbetstid som vicekung ska hon ha funderat som hans rådgivare och samarbetspartner. Efter makens avsättning bosatte de sig i det hus som sedan blev känt som Casa de la Virreina Vieja efter henne. Hon stod värd för en politisk salong där även oppositionella mot det spanska väldet samlades.  